# گراویتی راش ۲
گراویتی راش ۲ (به انگلیسی: Gravity Rush 2) یک بازی ویدئویی در سبک اکشن-ماجراجویی است که توسط استودیو ژاپن و پروژه سایرن ساخته شده و به‌وسیلهٔ سونی اینتراکتیو انترتینمنت در ژانویه ۲۰۱۷ به‌طور انحصاری برای کنسول پلی‌استیشن ۴ منتشر شده‌است. این بازی به کارگردانی کیچیرو تویاما دنباله‌ای بر بازی گراویتی راش در سال ۲۰۱۲ به‌شمار می‌رود. مکانیک اصلی بازی همانند نسخه پیشین توانایی بازیکن در کنترل جاذبه است که به آن اجازهٔ اجرای حرکات منحصر به فرد و هوانوردی را می‌دهد.